# Purbeck (district)
Puerbeck est un ancien district non-métropolitain situé dans le comté de Dorset, en Angleterre. Il avait pour chef-lieu la ville de Wareham.
Créé en 1974 par l'application du Local Government Act 1972, le district a été aboli en 2019, comme les cinq autres districts du Dorset (Christchurch, East Dorset, North Dorset, West Dorset et Weymouth and Portland). Depuis cette date, le comté n'est plus subdivisé et constitue une autorité unitaire.
Purbeck tire son nom de l'île de Purbeck, une péninsule qui forme la majeure partie de la circonscription.

## Localités
Les localités d'une population de plus de 2,500 habitants sont signalés en gras.
- Affpuddle, Arne
- Bere Regis, Bloxworth
- Chaldon Herring, Church Knowle, Coombe Keynes, Corfe Castle
- East Lulworth, East Stoke
- Harman's Cross
- Kimmeridge, Kingston
- Langton Matravers, Lytchett Matravers, Lytchett Minster
- Morden, Moreton
- Ridge
- Steeple, Studland, Swanage
- Turners Puddle
- Wareham, West Lulworth, Winfrith Newburgh, Wool, Worth Matravers
- Upton